# Susanne Asche
Susanne Asche (* 18. November 1955 in Paderborn) ist eine promovierte Literaturwissenschaftlerin und Autorin. Von 2008 bis 2021 war sie Leiterin des Karlsruher Kulturamtes.

## Leben
Susanne Asche studierte Deutsch, Geschichte und Sozialkunde an der Philipps-Universität in Marburg. Sie promovierte zum Thema Literatur der deutschen Romantik. In Hamburg absolvierte sie ihr Referendariat für das Lehramt an Gymnasium. Sie erhielt Lehraufträge an den literaturwissenschaftlichen und den historischen Seminaren der Universitäten in Hamburg, Karlsruhe und Tübingen. Seit 1987 arbeitete sie als Historikerin im Karlsruher Stadtarchiv. 1998 wurde sie Leiterin des stadthistorischen Pfinzgaumuseums sowie stellvertretende Leiterin des Instituts für Stadtgeschichte der Stadt Karlsruhe. Ab April 2003 leitete sie in Offenburg den Fachbereich Kultur und initiierte und konzipierte dort den von der Stadt Offenburg gemeinsam mit der Hubert-Burda-Stiftung verliehenen Europäischen Übersetzerpreis Offenburg. In ihrer Funktion als Leiterin des Fachbereichs Kultur in Offenburg war sie auch Geschäftsführerin des Übersetzerpreises. Während ihrer Zeit als Leiterin des Fachbereichs Kultur wurden die Salmengespräche eingeführt, bei denen alle zwei Jahre Fachleute mit den Offenburgern aktuelle Fragen der Demokratieentwicklung diskutieren. Der Salmen in Offenburg war die Gastwirtschaft, in der 1847 die Badische Revolution ausgerufen wurde, später beherbergte er eine Synagoge und ist heute eine Veranstaltungsstätte.
Von 2008 bis 2021 leitete Susanne Asche das Kulturamt der Stadt Karlsruhe. Dort entwickelte sie gemeinsam mit den Mitarbeitenden des Kulturamtes und unter Beteiligung der Karlsruher Kultureinrichtungen und der freien Kulturszene das erste Kulturkonzept der Stadt Karlsruhe, das 2014 vom Gemeinderat einstimmig beschlossen wurde und stark von der Partizipation geprägt ist. Das Kulturkonzept 2025 benennt die Leitlinien und Handlungsfelder, um Kunst, Kultur und Bildung in Karlsruhe zu fördern.
In Karlsruhe hat sie einen Sitz im Stiftungsrat des Zentrums für Kunst und Medien (ZKM) und arbeitet mit im Verwaltungsrat des Badischen Staatstheaters. Sie ist u. a. Zweite Vorsitzende im Verein Frauen & Geschichte Baden-Württemberg und Vorstandsvorsitzende der Arbeitsgemeinschaft der Kulturämter im Städtetag Baden-Württemberg. 2021 war sie Leiterin des Festivals Europäische Kulturtage.

## Werke (Auswahl)
- Susanne Asche: Zukunftlabor Kultur – Digitale Strategien und Innovationen, in: Musikland. Magazin der Musikschulen in Baden-Württemberg, 2019, S. 21–23.
- Susanne Asche: Das Kulturleben in Karlsruhe und die Kulturpolitik der Zukunft; in: Karlsruhe – Aufgefächert. Aspekte und Perspektiven der Kultur in der Stadt, Schriftenreihe der Badischen Heimat, Bd. 11, ISBN 978-3-7930-5105-3.
- Susanne Asche, Anke Mührenberg und Peter Pretsch: Das Stadtmuseum als Ort der Identitätskonstruktion und der interkulturellen Begegnung, in: Kunst und Politik. Jahrbuch der Guernica-Gesellschaft, 13 / 2011, Schwerpunkt: Museum und Politik – Allianzen und Konflikte, S. 39–49, ISBN 978-3-89971-859-1.
- Susanne Asche: Schutzbürgerin, Bürgerin, Politikerin – Jüdische Frauen in der Residenz- und Landeshauptstadt Karlsruhe, in: "Welche Welt ist meine Welt?" – Jüdische Frauen im deutschen Südwesten. Laupheimer Gespräche 2004, hg. vom Haus der Geschichte Baden-Württemberg, Heidelberg 2009, S. 53–74, ISBN 978-3-8253-5636-1.
- Susanne Asche (Hg): Die Straße der Demokratie: Revolution, Verfassung, Recht; ein Routenbegleiter auf den Spuren der Freiheit nach Bruchsal, Frankfurt, Freiburg, Heidelberg, Karlsruhe, Landau, Lörrach, Mainz, Mannheim, Neustadt, Offenburg und Rastatt, Karlsruhe 2007, ISBN 978-3-88190-483-4.
- Susanne Asche: Der Salmen in Offenburg. Ein Kulturdenkmal von nationaler Bedeutung und ein Kristallisationspunkt populärer Erinnerungskultur, in: Badische Heimat, 2, 2004.
- Susanne Asche, Konstanze Ertel und Anke Mührenberg  (Hg.): Fabrik im Museum – Industrie und Gewerbe in Durlach, Info Verlag, 2003, ISBN 978-3-88190-328-8.
- Susanne Asche und Olivia Hochstrasser: Durlach: Staufergründung, Fürstenresidenz, Bürgerstadt, (Veröffentlichungen des Stadtarchivs, Band 17), Karlsruhe 1996, ISBN 978-3-7617-0322-9.
- Susanne Asche (Hg.): Geschlecht, Macht, Arbeit: Kategorien in der historischen Frauenforschung, hg. vom Verein Frauen & Geschichte Baden-Württemberg, Tübingen 1995, ISBN 978-3-87407-214-4.
- Susanne Asche, Ernst Otto Bräunche und Cornel Leutner: Einheit und Freiheit: Vormärz und Revolution 1848/9, Frankfurt 1993, ISBN 978-3-425-03259-7.
- Susanne Asche (Hg.): Karlsruher Frauen 1715–1945: Eine Stadtgeschichte, (Veröffentlichungen des Stadtarchivs, Band 15), Karlsruhe 1992, ISBN 978-3-7617-0265-9.
- Susanne Asche (Hg.): Eintausend Jahre Grötzingen. Die Geschichte eines Dorfes, (Veröffentlichungen des Stadtarchivs, Band 13), Karlsruhe 1991, ISBN 978-3-7617-0266-6.
- Susanne Asche, Ernst Otto Bräunche und Karin Müller: Juden in Baden: 45 Bilder, hg. von der Landesbildstelle Baden, Karlsruhe 1990.
- Susanne Asche und Matthias Beimel: Frauen – Zwischen Benachteiligung und Gleichstellung (1800 bis heute), Frankfurt 1987, ISBN 978-3-425-03243-6.
- Susanne Asche: Die Liebe, der Tod und das Ich im Spiegel der Kunst: die Funktion des Weiblichen in Schriften der Frühromantik und im erzählerischen Werk E.T.A. Hoffmanns, Königstein/Ts. 1985, ISBN 978-3-445-02443-5.

## Ehrungen
- Silberne Orgelpfeife des Vereins Die Orgelfabrik – Kultur in Durlach (Oktober 2013)